# Oxyrhachis haldari
Oxyrhachis haldari är en insektsart som beskrevs av Ananthasubramanian 1980. Oxyrhachis haldari ingår i släktet Oxyrhachis och familjen hornstritar. Inga underarter finns listade i Catalogue of Life.